# 난징인민대회당

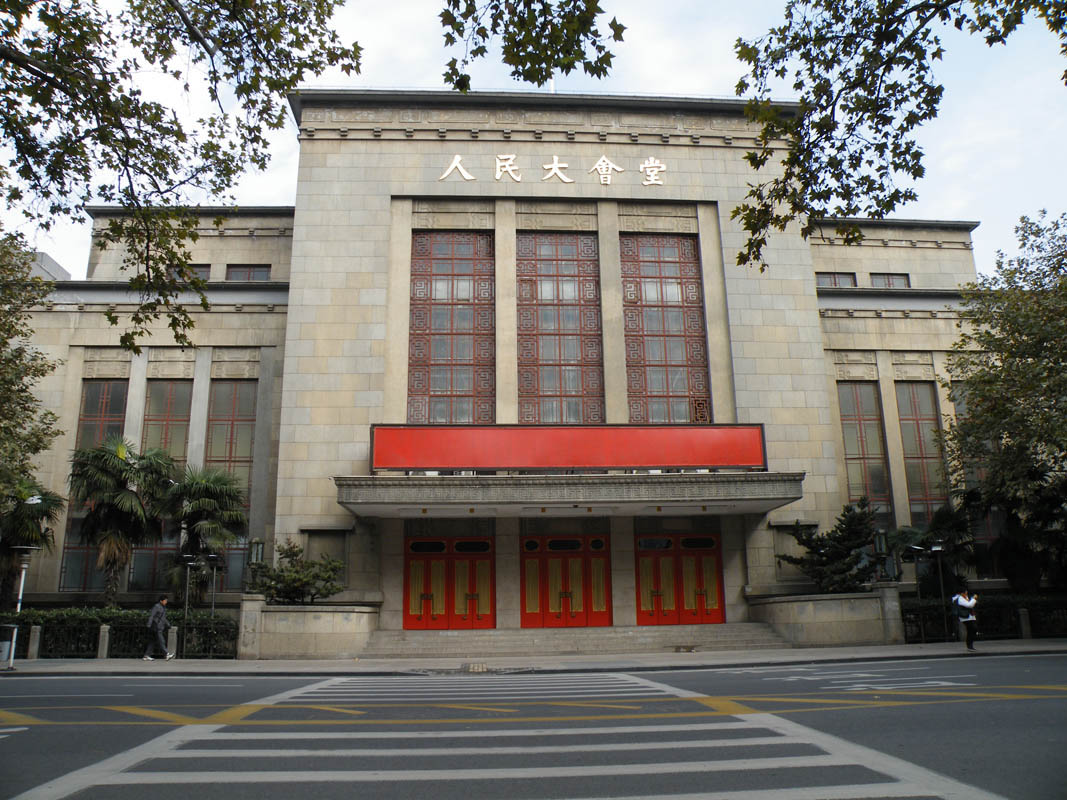

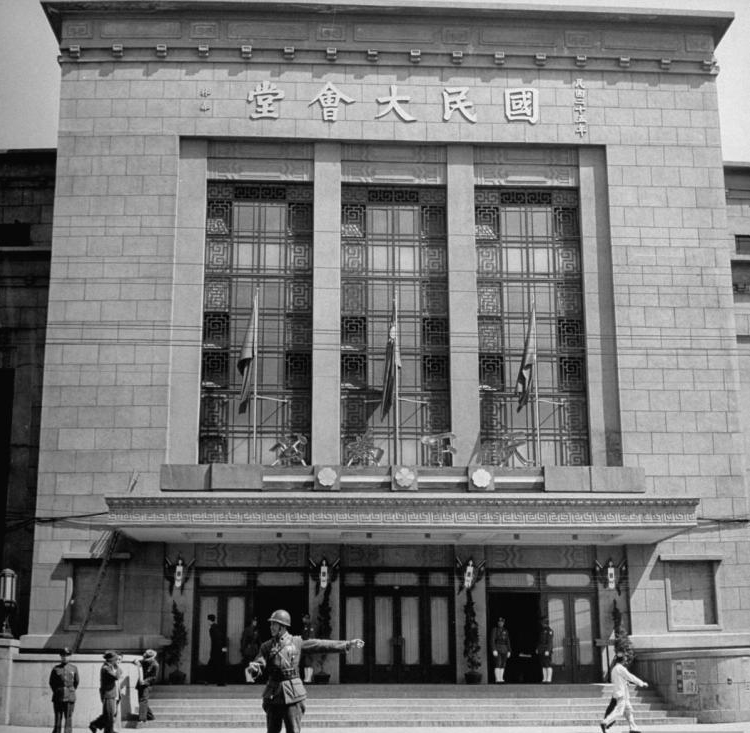
1946년

난징인민대회당 (남경인민대회당, 중국어 정체자: 南京人民大會堂, 간체자: 南京人民大会堂)은 중화인민공화국 난징시(南京市)에 있는 근대유물이다.
1935년 9월 중국 국민당에 의해 당시 수도였던 남경에 국민대회당(國民大會堂)이라는 이름으로 지어졌으나, 1949년 국공 내전을 통해 중국 대륙을 차지한 중국 공산당 정권이 난징인민대회당이라는 이름으로 개칭하여 현재에 이르고 있다.

## 연혁
- 1935년 9월 국민대회당 건설 결의.
- 1935년 11월 20일 건설 시작.
- 1936년 5월 5일 국민대회당 완공.
- 1949년 난징인민대회당으로 개칭.

## 같이 보기
- 국민대회